# Largo desolato
Largo desolato je divadelní hra Václava Havla. Jedná se o absurdní, částečně autobiografické drama autora o politickém disidentovi Leopoldovi Kopřivovi, který se obává, že bude za své psaní zatčen. Hru Havel napsal v červenci roku 1984, rok a půl poté, co tehdejší režim, polekán celosvětovými protesty a Havlovým těžkým onemocněním, přerušil výkon jeho trestu. Je věnovaná dramatikovi a českému rodákovi Tomovi Stoppardovi, který ji přeložil do angličtiny pro její premiéru v anglickém Bristolu roku 1986.
Hry se v roce 1990 ujal režisér Jan Grossman v Divadle Na zábradlí, který do hlavní role obsadil Jiřího Bartošku.
Largo desolato bylo v novinách The Telegraph označena jako jedna z 15 nejlepších her vůbec.

## Postavy
- Dr. Leopold Kopřiva – profesor, filozof a autor, jehož psaní z něj udělalo populistického hrdinu; pokračující státní dohled a strach z uvěznění z něj však udělaly stále více neurotického samotáře.

- Olda a Olbram – Leopoldovi přátelé a/nebo kolegové, kteří se stále více zajímají o jeho zdraví těla a mysli.

- Zuzana – Leopoldův spolubydlící, případně jeho manželka; jejich vztah není nikdy konkrétně uveden. Předpokládá se, že je romanticky zapletená s Oldou.

- Lucy – Leopoldova milenka, frustrovaná jeho neschopností se citově otevřít nebo veřejně přiznat jejich vztah.

- Markéta – studentka filozofie

- Dva chlapíci – vládní agenti, kteří nabízejí Leopoldovi svobodu, pokud zavrhne jeho psaní.

- Dva Láďové – dělníci z místní papírny, kteří mají ve hře zastupovat názory obyčejných lidí.

- Dva muži – vymahači pro dva chlapíky

## Děj
Leopold Kopřiva, disidentský spisovatel a filozof, žije pod neustálým státním dozorem a bojí se, že bude každou chvíli poslán do vězení. Stává se stále více uzavřeným neurotikem, závislým na drogách a alkoholu a neschopným dalšího psaní.
Kromě politického tlaku čelí také tlaku přátel a obdivovatelů: jeho spolubydlící (a možná manželka) Zuzana, která s ním ztratila veškerou trpělivost a sympatie; jeho kamarádů Oldy a Olbrama, kteří se téměř absurdně zabývají jeho tělesnými a duševními funkcemi; jeho milenky Lucy, která je čím dál frustrovanější z jeho emocionální nedostupnosti; a dvou dělníků z papírny, kteří mu nosí papír a ukradené personální složky a naivně si myslí, že ho to bude inspirovat k psaní.
Jednou pozdě v noci ho navštíví dva vládní agenti („chlapíci“), kteří mu nabídnou, že stáhnou všechna obvinění, pokud podepíše papír, v němž tvrdí, že není autorem urážlivých děl. Žádá a dostává čas na rozmyšlenou, ale mezitím se jeho duševní problémy jen prohlubují a dále se odcizuje svým blízkým. Když se chlapíci vrátí, Leopold se nakonec rozhodne, že chce raději čelit vězení, než aby zavrhl své dílo a ztratil svoji osobnost. Chlapíci ho však informují, že jejich nabídka byla vlastně zbytečná, protože na základě svého duševního stavu už Kopřiva není hrozbou pro stát. Je ponechán sám, aby se mu porucha dále prohlubovala.